# Kevin Van Hoovels

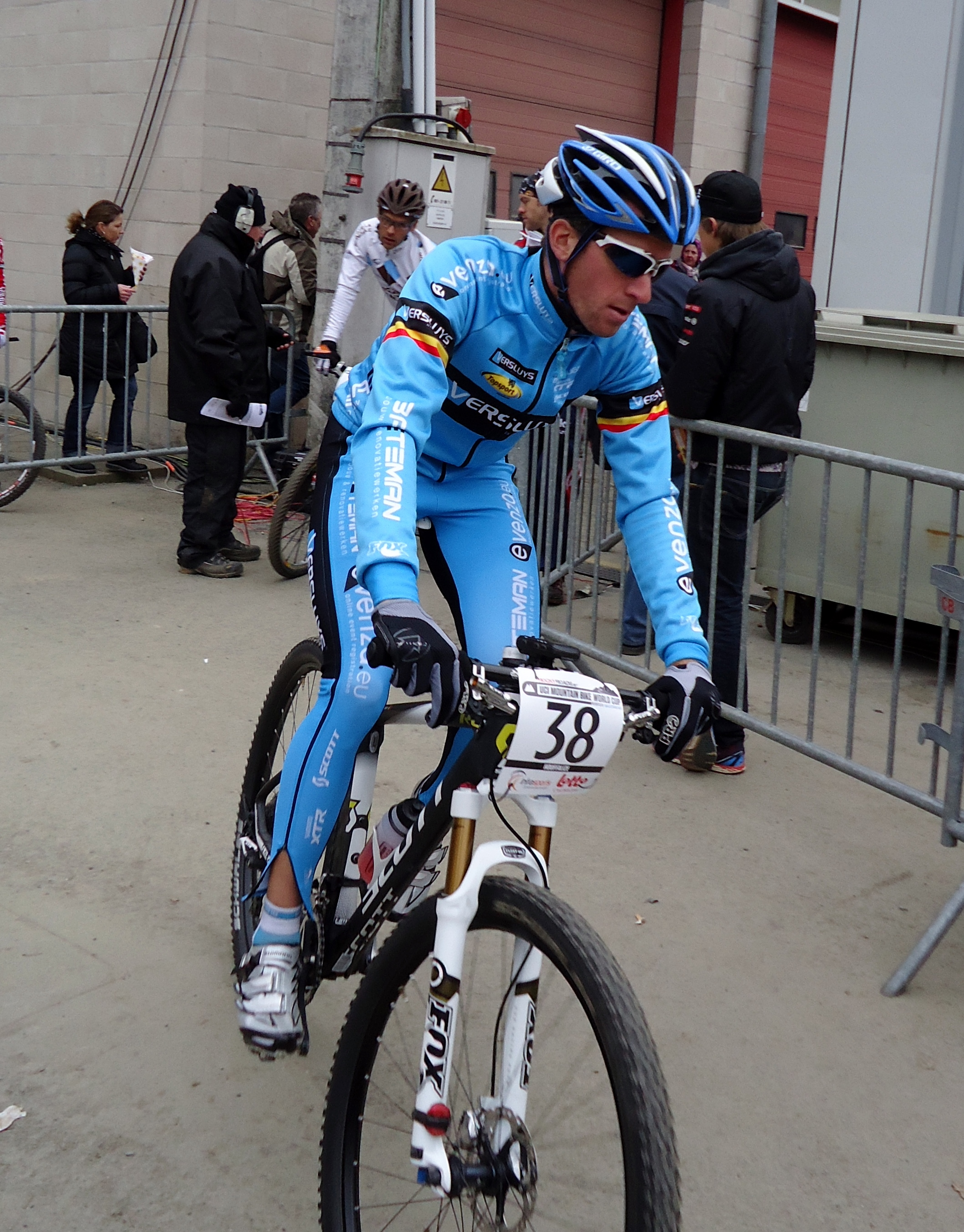
Kevin Van Hoovels (2012)

Kevin Van Hoovels (* 31. Juli 1985 in Bonheiden) ist ein belgischer Mountainbikefahrer.
Kevin Van Hoovels wurde 2010 belgischer Meister im Cross Country. Bei der Mountainbike-Weltmeisterschaft 2011 in Champéry belegte er den 15. Platz im Cross Country und qualifizierte sich somit als Erster Belgier für die Olympischen Spiele 2012 in London, wo er 19. wurde. Seit 2012 fährt Van Hoovels auf der Straße für das Ventilair-Steria Cycling Team und auf dem Mountainbike für Lingier Versluys.

## Erfolge
2010
- Belgischer Meister – Cross Country

## Teams
- 2012 Bofrost-Steria / Lingier Versluys
- 2013 Ventilair-Steria Cycling Team / Lingier Versluys
- 2014 Team 3M